# Niels Krabbe (ornitolog)
 For alternative betydninger, se Niels Krabbe. (Se også artikler, som begynder med Niels Krabbe)
Niels Kaare Krabbe (født 1. juli 1951 i Frederikshavn) er en dansk ornitolog tilknyttet Zoologisk Museum i København. Han forsker specielt i bioakustik, bevaring og systematikken for mellemstore spurvefugle i Sydamerika med flest arter i Andesbjergene i Scytalopus-slægten. Krabbe har arbejdet mange år i Andesbjergene, specielt i Ecuador og er kendt som medforfatter af Birds of the High Andes.

## Liv og arbejde
Niels Krabbe arbejdede i mange år med Ringmærkning af fugle i Danmark og derefter flere år i Israel, hvor han var ansat ved Det hebraiske universitet i Jerusalem. I 1988 havde han bestået sine afsluttende eksaminer i biologi, geografi og geologi på Universitetet i København. I 1995 tog han doktorgraden samme sted. Krabbe har gjort ornitologisk feltarbejde i fjerntliggende områder af Asien, Afrika og Nordamerika. I mange år studerede han fugle i mindre kendte områder i Andesbjergene. Han observerede nye og sjældne arter, indsamlede og præparerede skind og optog en række lydindspilninger. De fleste af de mange skind og indsamlede vævsprøver er opbevaret på Zoologisk Museum i København.
Sammen med Jon Fjeldså udgav han i 1990 bogen Birds of the High Andes, hvori han skrev delen om Spurvefugle i værket. Derefter arbejdede han i et år for BirdLife International. I 1992 bidrog han til bogen Threatened Birds of the Americas især om truede arter i Andesbjergerne. I 1998 var han med til at stifte organisationen Fundación Jocotoco, som har det formål at købe habitater for truede fuglearter i Ecuador og at beskytte dem. Han er også medlem af ProAves Colombia, et andet artsværnprojekt i Colombia. I 1998 etablerede han "Projekto Ognorhynchus" for at beskytte den sidst kendte population af guløret parakit i Colombia. Krabbe stod i 1998 for genopdagelsen af lyshovedet kratfinke (Atlapetes pallidiceps) og i 2004 af Coeligena orina, en truet kolibri med et afgrænset leveområde i Colombia, der ikke havde været observationer af de sidste 50 år.
Krabbes videnskabelige arbejde i Ecuador førte til en revision af slægten Scytalopus af tapaculoer. Han skildrede flere arter som ikke tidligere var beskrevet. I 2006 opdagede han en ny ugleart i Megascops-slægten, der ikke tidligere har været beskrevet. Arten fandt han i Sierra Nevada de Santa Marta, Magdalena-departementet, Colombia. I 2017 offentliggjorde Niels Krabbe den videnskabelige beskrivelse af den nye art, Megascops gilesi.

Efter år 2000 har Krabbe arbejdet som kurator ved Zoologisk Museum i København og helliger sig samtidigt sit konserverings- og forskningsarbejde i Ecuador og Colombia.
Fuglen Scytalopus krabbei eller på dansk hvidvinget tapaculo, som lever i Perus Andesbjerge, er opkaldt efter Krabbe. Han fik et kort glimt af fuglen allerede i 1983. Først 37 år senere stod det klart, at der er tale om en selvstændig art af tapaculoer. Navngivningen skal endeligt godkendes af sammenslutningen International Ornithologists' Union.

## Udvalg af publikationer
- 1990: Birds of the High Andes: A manual to the birds of the temperate zone of the Andes and Patagonia, South America (med Jon Fjeldså)
- 1991: Avifauna of the Temperate Zone of the Ecuadorean Andes: Technical Report Over Surveys in 1990-91 with Reviews of Previous Ornithological Work in the Zone. Zoological Museum, University of Copenhagen, 1991
- 1992: Threatened Birds of the Americas: The ICBP/IUCN Red Data Book (med Nigel Collar)
- 1998: Avian Diversity in the Ecuadorian Andes: An Atlas of Distribution of Andean Forest Birds and Conservation Priorities. Centre for Research on the Cultural and Biological Diversity of Andean Rainforests (DIVA)
- 2003: Handbook of the Birds of the World: Broadbills to Tapaculos. Band 8.